# Loureiro
Laurus nobilis, popularmente loureiro-verdadeiro ou louro, é uma árvore do gênero Laurus da família botânica das Lauraceae.

## Descrição
O loureiro é uma árvore de folha perene que atinge até 10 metros de altura. Cada flor é verde-amarela pálida com cerca de 1 cm de diâmetro e são suportadas em pares ao lado de uma folha. As folhas têm de 6–12 cm de comprimento e 2–4 cm de largura, com margem lisa mas em algumas folhas há margem ondula. O fruto é uma pequena baga brilhante e preta como uma drupa com cerca de 1 cm de comprimento contendo uma semente.
Um estudo recente descobriu diversidade genética considerável dentro do género L. nobilis e L. azorica que não é geneticamente ou morfologicamente distinta.

## Utilização na culinária
A planta é a fonte de várias ervas populares e uma especiaria usada em uma grande variedade de receitas, particularmente entre as cozinhas mediterrâneas. Mais comumente, as folhas aromáticas são adicionadas inteiras aos molhos de massas italianas. Eles são tipicamente removidos dos pratos antes de serem servidos, a menos que sejam usados como um simples enfeite. As folhas de louro inteiras têm uma vida útil longa de cerca de um ano, sob temperatura e umidade normais. As folhas de louro inteiras são utilizadas quase exclusivamente como agentes aromatizantes durante a fase de preparação de alimentos. As folhas de louro moídas, no entanto, podem ser ingeridas com segurança e são frequentemente usadas em sopas e em estoques, além de serem um acréscimo comum a um Bloody Mary. Bagas secas de louro e óleo de folhas prensadas podem ser usadas como temperos robustos, e a madeira pode ser queimada para dar sabor a fumeiro.

## Cultivo do loureiro
O cultivo de Loureiro demanda alguns cuidados, é necessário planejamento do local, pois o louro pode atingir até 10 m de altura, um arbusto grande no solo ou um pequeno arbusto em um vaso. É necessário garantir a quantidade de luz. O louro precisa de pelo menos 4 horas de sol.
Pode ser cultivado através de alporque e semente.

## Pragas que atacam o loureiro
O louro pode sofrer ataques de cochonilhas, insetos que sugam a seiva da planta e geram subprodutos utilizados por algumas formigas. A seiva que fica sobre as folhas e ramos podem ser a porta de entrada de um fungo popularmente conhecido como fumagina, este diminui a área de fotossíntese.